# Karel Hynek (komik)
Karel Hynek (* 1975) je český stand-up komik a herec. Proslavil se vystupováním v pořadech Na stojáka a Comedy Club.

## Kariéra
Do povědomí divákům se dostal vystupováním v stand-up pořadu Na stojáka. Různé epizodní role si zahrál například v seriálech Kriminálka Anděl, Gympl s (r)učením omezeným, Vinaři nebo Ohnivý kuře. Od roku 2016 vystupuje pořadu Comedy Club. Zahrál si také ve filmech Superžena, Rozkoš a Musíme se sejít.

## Filmografie

### Filmy
- 2013 – Rozkoš
- 2016 – Musíme se sejít
- 2024 – Superžena

### Televize
- 2004 – Na stojáka
- 2011 – Na střední
- 2012 a 2014 – Kriminálka Anděl (2 epizody)
- 2013 – Gympl s (r)učením omezeným
- 2015 – Vinaři
- 2016 – Comedy Club
- 2017 – Ohnivý Kuře